# Lijst van voetbalinterlands Burkina Faso - Burundi
Deze lijst van voetbalinterlands is een overzicht van alle officiële voetbalwedstrijden tussen de nationale teams van Burkina Faso en Burundi. De landen hebben tot op heden negen keer tegen elkaar gespeeld. De eerste ontmoeting was een kwalificatiewedstrijd voor de Afrika Cup 2000 op 28 februari 1999 in Bujumbura. Het laatste duel, een kwalificatiewedstrijd voor de Afrika Cup 2025, werd gespeeld in Abidjan (Ivoorkust) op 13 oktober 2024.

## Wedstrijden
| № | Plaats      | Datum            | Competitie                   | Wedstrijd              | Uitslag |
| - | ----------- | ---------------- | ---------------------------- | ---------------------- | ------- |
| 1 | Bujumbura   | 28 februari 1999 | Afrika Cup 2000 kwalificatie | Burundi − Burkina Faso | 1 − 2   |
| 2 | Ouagadougou | 11 april 1999    | Afrika Cup 2000 kwalificatie | Burkina Faso − Burundi | 3 − 1   |
| 3 | Ouagadougou | 7 oktober 2000   | Afrika Cup 2002 kwalificatie | Burkina Faso − Burundi | 1 − 0   |
| 4 | Bujumbura   | 3 juni 2001      | Afrika Cup 2002 kwalificatie | Burundi − Burkina Faso | 0 − 0   |
| 5 | Bujumbura   | 26 maart 2003    | Vriendschappelijk            | Burundi − Burkina Faso | 0 − 0   |
| 6 | Ouagadougou | 7 juni 2008      | WK 2010 kwalificatie         | Burkina Faso − Burundi | 2 − 0   |
| 7 | Bujumbura   | 12 oktober 2008  | WK 2010 kwalificatie         | Burundi − Burkina Faso | 1 − 3   |
| 8 | Abidjan     | 10 oktober 2024  | Afrika Cup 2025 kwalificatie | Burkina Faso − Burundi | 4 − 1   |
| 9 | Abidjan     | 13 oktober 2024  | Afrika Cup 2025 kwalificatie | Burundi − Burkina Faso | 0 − 2   |

## Samenvatting
| Competitie              | Totaal gespeeld | Winst Burkina Faso | Gelijk | Winst Burundi | Doelsaldo Burkina Faso – Burundi |
| ----------------------- | --------------- | ------------------ | ------ | ------------- | -------------------------------- |
| WK-kwalificatie         | 2               | 2                  | 0      | 0             | 5 − 1                            |
| Afrika Cup-kwalificatie | 6               | 5                  | 1      | 0             | 12 − 3                           |
| Vriendschappelijk       | 1               | 0                  | 1      | 0             | 0 − 0                            |
| Totaal                  | 9               | 7                  | 2      | 0             | 17 − 4                           |

Wedstrijden bepaald door strafschoppen worden, in lijn met de FIFA, als een gelijkspel gerekend.